# Ribes albifolium
Ribes albifolium är en ripsväxtart som beskrevs av Hipólito Ruiz López och Pav.. Ribes albifolium ingår i släktet ripsar, och familjen ripsväxter. Inga underarter finns listade i Catalogue of Life.